# Waldschrat (Musikgruppe)
Waldschrat ist eine Musikgruppe aus dem oberfränkischen Münchberg.

## Geschichte
Die Band gründete sich um 1979/1980, also gegen Ende der „Krautrock-Ära“, aus einer Schülerband. Anfangs klang die Band deutlich experimentell und dem Sound der späten Siebziger verhaftet. Es gibt aber heute kaum noch Tonträger aus dieser Zeit. Schon damals sorgte Harry Tröger für die fränkischen Texte. Die Band war damals rein regional in der Jugendszene tätig.
In den Jahren nach 1995 erlangte Waldschrat nach einer nahezu kompletten Umbesetzung vor allem aufgrund der satirischen Texte von Harry Tröger Bekanntheit in ganz Nordbayern und teilweise auch darüber hinaus. In den Jahren von 1995 bis 2000 produzierten die „Schräte“ fünf eigene Platten sowie in Zusammenarbeit mit einer Ahornberger Brauerei zwei CDs mit Trinkliedern. Die vielen Live-Auftritte sorgten dafür, dass einige der Lieder schon bald Kultstatus erreichten und oberfrankenweit gesungen wurden.
Die Band gab 2003 ihre Auflösung bekannt und veröffentlichte 2005 das live bei ihrem Abschiedskonzert aufgenommene Best-of-Album „Gesammelte Zwerge“. Ungeachtet dessen spielt die Band jedes Jahr im September auf der Kirchweih des Neudrossenfelder Ortsteils Brücklein. Sie bezeichnen das Konzert als „alljährliches Waldschrat-Bandtreffen-Jahreskonzert“.
2016 plante die Band zwei akustische Konzerte im Textilmuseum Helmbrechts in dessen Veranstaltungsreihe „Kulturwelten“. Daraus wurden aufgrund der großen Nachfrage von Fans aus der Region insgesamt acht Konzerte mit insgesamt etwa 2000 Gästen. 2018 trat Waldschrat auf dem Hofer Volksfest auf. 2019 gab es eine „Jubiläumstour“. Seither ist Waldschrat mit teilweise geänderter Besetzung immer wieder live zu sehen.

## Diskografie
- 1996: Free Fränkisch Mundart
- 1996: Deep Down Oberfranken
- 1997: Schangsongs und annersch Zeich
- 1997: For Bräsident
- 1998: Feine Waldschrat Trinklieder Vol. 1
- 1999: Feine Waldschrat Trinklieder Vol. 2
- 2000: Streng geheim
- 2005: Gesammelte Zwerge